# Pieter van Avont

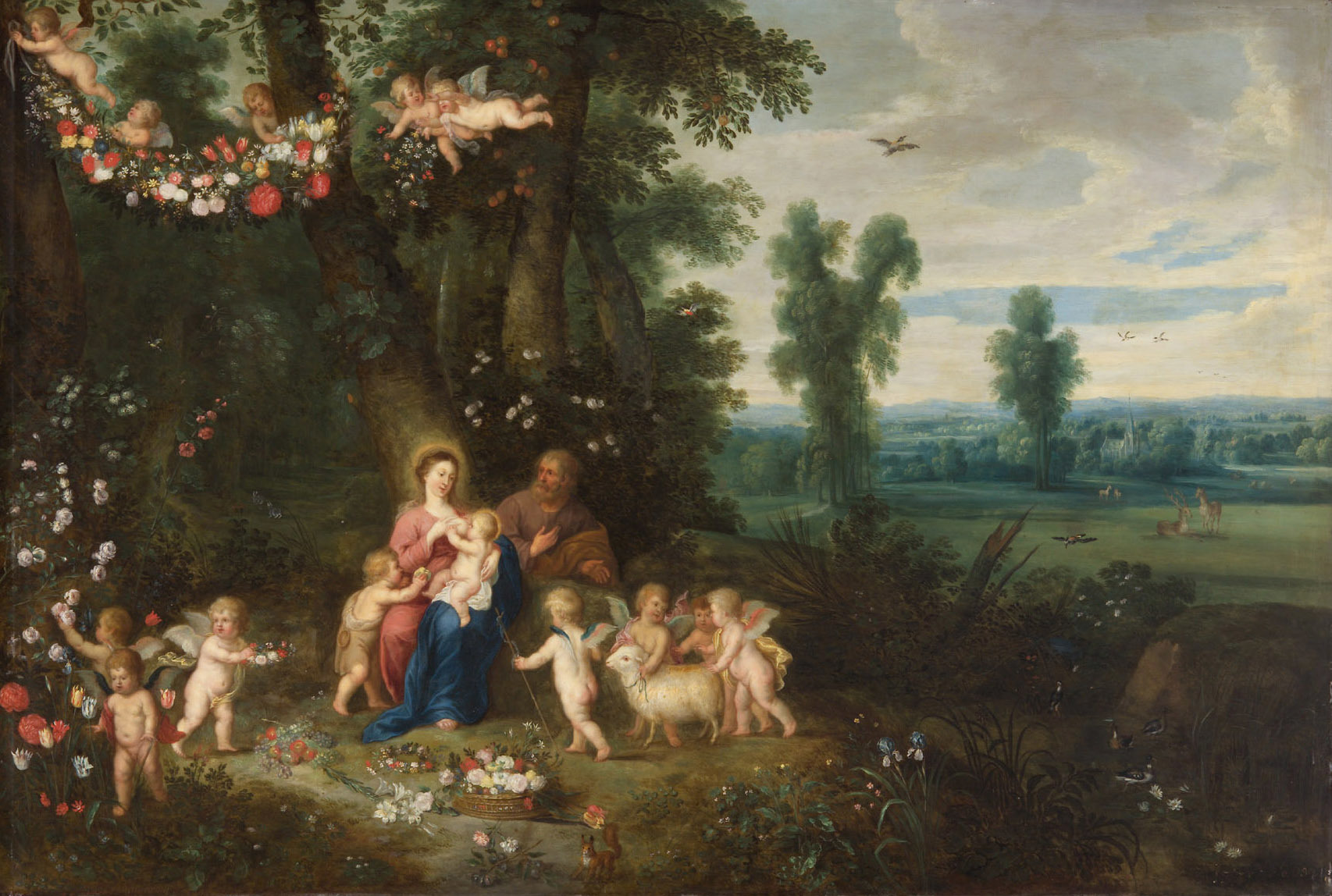
Pieter van Avont i Jan Brueghel Aksamitny, Święta Rodzina z Dzieciątkiem i aniołami, Muzeum Historii Sztuki w Wiedniu

Pieter van Avont lub Peeter van Avont (ochrz. 14 stycznia 1600 w Mechelen, poch. 1 listopada 1652 w Antwerpii) – flamandzki malarz i grafik barokowy.

## Życiorys
Uczeń Abrahama van Avonta. W 1620 został członkiem gildii św. Łukasza w Mechelen, zaś w 1622 lub w 1623 otrzymał tytuł mistrza w antwerpskiej gildii św. Łukasza, mimo że nie posiadał wtedy jeszcze obywatelstwa Antwerpii (uzyskał je dopiero w 1631). 

## Twórczość
Znany jest głównie jako twórca sztafażu na obrazach innych malarzy. Do jego zleceniodawców należeli pejzażyści i malarze kwietnych girland m.in. Jan Wildens, Jan Brueghel Aksamitny, David Vinckboons, Jacques d’Arthois i Lucas van Uden.
Pieter van Avont malował również obrazy religijne i mitologiczne sceny na tle pejzaży. Zajmował się też grafiką i handlem dziełami sztuki.